# 西村有紗
西村 有紗（にしむら ありさ）は、日本のAV女優。クルーズグループ所属。

## 略歴・人物
埼玉県出身。
趣味は散歩と料理。
2019年8月、SODクリエイトの「本物人妻」レーベル専属女優としてAVデビュー。
2019年12月より専属を離れ、企画単体女優となる。

## 出演作品

### アダルトDVD
2019年
- ニコニコ笑顔に励まされる。不器用で真面目な2児のママ。 西村有紗 41歳 AV DEBUT（8月8日、SODクリエイト）
- ニコニコ笑顔に励まされる。不器用で真面目な2児のママ。 西村有紗 41歳 第2章 2児のママが嬉し恥ずかし初絶頂 旦那が仕事中の10時間 中でも外でもず〜っと悶絶イキまくりSEX（9月12日、SODクリエイト）
- ニコニコ笑顔に励まされる。不器用で真面目な2児のママ。 西村有紗 41歳 第3章 自ら腰を振り続け絶頂しっぱなし お酒の力に身を任せ一心不乱に快楽を求めた1泊2日ほろ酔いSEX体験（10月10日、SODクリエイト）
- ニコニコ笑顔に励まされる。不器用で真面目な2児のママ。 西村有紗 41歳 最終章 あの快感を久しぶりに味わいたくて… 最後に許した生SEXで自らお願いする膣奥中出し（11月7日、SODクリエイト）
- 美しき親友の母親 年下男の不慣れだが強靭なセックスに溺れて…。（12月25日、マドンナ）
- 朝から晩まで中出しセックス 38（12月26日、アイエナジー）

2020年
- 「あの頃、君は若かった…」デビュー前の素人時代に撮影した、はじめてのカメラ前SEX集! まだ面接にきて間もなかった彼女たちの「これが本当の初撮り!」 秘蔵蔵出し激レア映像を大・放・出SP!! 厳選12名 計8時間2枚組（2月6日、SODクリエイト）他出演:小岩いと、永野いち夏、松本いちか、和久井まりあ、石原める、春風あゆ、相楽ゆり子、藤谷咲、橋本菜々、広瀬麻里、杉田美和
- 真・異常性交 四十路母と子 其の七（2月28日、グローバルメディアエンタテインメント）
- 昭和猥褻官能ドラマ 絶倫義父は息子の嫁に中出し 宝石屋の危ない男に惚れてしまった純情五十路妻（2月29日（レンタル）/4月24日（セル）、アテナ映像）他出演:横山紗江子
- 欲求不満な熟女はアレを我慢できない 夫と別れて二年が経ち、男の人のアレが最近やけに気になって困るんです…（3月31日（レンタル）/4月10日（セル）、LEO）他出演:音羽文子、小野さち子
- 入院生活が長過ぎておばさん看護師の透けパン尻でも余裕で勃起してしまう僕（4月30日（レンタル）/5月1日（セル）、LEO]）他出演:葵百合香、加藤つばき
- 母子交尾 【東日光奥宮路】（5月19日、ルビー）
- やらせてっ、おばさん!! 5（5月29日（レンタル）/6月5日（セル）、LEO]）他出演:小早川怜子、城川アンナ